# Coupe du monde de slalom de canoë-kayak 2020
Navigation
Coupe du monde de slalom 2019 Coupe du monde de slalom 2021
La 33e coupe du monde de slalom en canoë-kayak, organisée par la Fédération internationale de canoë, se déroule du 14 juin au 8 septembre 2019.

## Calendrier
La série devait initialement commencer à Ivrée, en Italie, mais en raison de la pandémie de Covid-19, toutes les épreuves ont été annulées ou reportées. 
| Date initiale         | Ville             | Pays               | Nouvelle date    |
| --------------------- | ----------------- | ------------------ | ---------------- |
| 5 au 7 juin           | Ivrée             | Italie             | Annulé           |
| Remplace Markkleeberg | Tacen             | Slovénie           | 16 au 18 octobre |
| 12 au 14 juin         | Pau               | France             | 6 au 8 novembre  |
| 21 au 23 août         | Liptovský Mikuláš | Slovaquie          | Annulé           |
| 18 au 30 septembre    | Prague            | République tchèque | Annulé           |
| 24 au 27 septembre    | Markkleeberg      | Allemagne          | Annulé           |

## Résultats
Le tableau recense les vainqueurs de chaque catégorie pour chacune des étapes.
| Catégorie        |                 |                    |
| C-1 hommes       | Luka Božič      | Liam Jegou         |
| C-1 femmes       | Ana Sátila      | Ana Sátila         |
| K-1 hommes       | Isak Öhrström   | Martin Dougoud     |
| K-1 femmes       | Romane Prigent  | Marie-Zélia Lafont |
| K-1 hommes cross | Pedro Gonçalves | Pavel Eigel        |
| K-1 femmes cross | Alsu Minazova   | Veronika Vojtová   |